# بیل (بازیکن فوتبال، زاده ۱۹۸۴)
بیل (به پرتغالی: Rosimar Amâncio) مهاجم اهل برزیل است که در شهر کامپوگرانده و در تاریخ ۲ ژوئیهٔ ۱۹۸۴ به دنیا آمده‌است.
بیل در تیم‌های فوتبال Bragantino سابقهٔ حضور دارد.